# Daniil Andrejev
Daniil Leonidovič Andrejev (rusky Даниил Леонидович Андреев, 2. listopadu 1906, Berlín – 30. března 1959, Moskva) byl ruský spisovatel, básník a mystik.

## Život

### Dětství a dospívání
Druhý syn slavného ruského spisovatele Leonida Nikolajeviče Andrejeva (1871–1919) a praneteře Tarase Ševčenka Alexandry Michajlovny Andrejevové (rozené Veligorské, 1881–1906) se narodil v Berlíně (Grunewald, Gerbertshtrasse 26).
Když poporodní komplikace způsobily smrt jeho matky (28. října/15. listopadu [dle nového stylu] 1906) A. Andrejevové, zarmoucený otec situaci neunesl a novorozeného syna, v jeho očích příčinu smrti jeho milované ženy, se zřekl. D. Andrejeva se ujala babička Je. V. Veligorská (rozená Ševčenková 1846–1913), jež chlapce odvezla do Moskvy k rodině další ze svých dcer, J. M. Dobrovové (rozené Veligorské, 1868–1942), manželce významného moskevského lékaře F. A. Dobrova.
Po těžkém porodu byl Daniil často nemocný; na záškrt, jímž jako šestiletý také onemocněl, se nakazila a umřela jeho babička Je. V. Veligorská. Téhož roku se na chatě nedaleko Petrohradu podařilo malého chlapce na poslední chvíli zastavit u mostu přes řeku, kde se chtěl utopit, aby se mohl co nejdříve shledat se svojí matkou a babičkou.
Dům Dobrovových byl jedním z literárních a hudebních center Moskvy, který navštěvovali mnohé osobnosti z kulturního, zejména divadelního prostředí. Pod vlivem této atmosféry začal mladý D. Andrejev brzy psát prózu a poezii.
Na jaře roku 1915 D. Andrejev napsal svou první báseň „Zahrada“. V dětství také podle vzpomínek manželky A. A. Andrejevové napsal kromě krátkých próz také rozsáhlý epos, jehož děj se odehrává ve smyšleném meziplanetárního prostoru. V té době také namaloval cyklus portrétů panovníků této smyšlené dynastie.
V září 1917 začal D. Andrejev studovat na moskevském gymnáziu E. A. Repmana na Nikitském prospektu, které dokončil v roce 1923. Od roku 1924 pokračoval dále ve studiu na státním Vyšším literárním institutu V. Brjusova, a začal pracovat na románu Hříšníci (nedochoval se). V roce 1926 se stal členem Svazu básníků, jež existoval do roku 1929.
Na konci srpna 1926 se D. Andrejev oženil se spolužačkou A. L. Gublerovou (rozená Gorobovová, 1907–1985). Manželství však nemělo dlouhého trvání – žádost o rozvod byla podána již následující měsíc. V roce 1928 D. Andrejev napsal báseň „Rudá Moskva“ (nedochovala se), pokračoval v práci na románu Hříšníci, a zahájil práci na básnickém cyklu „Katakomby“.

### Předválečná léta a válka
Ve 30. letech D. Andrejev pracoval jako výtvarník a návrhář, ve volných chvílích se věnoval především literární práci. V roce 1930 napsal báseň „Slunovrat“ (nedochovala se). Roku 1931 se setkal s významným ruským básníkem M. Vološinem (1877–1932) a toto setkání považoval za zcela zásadní. Od února do března 1932 D. Andrejev působil jako jazykový korektor a později jako hlavní redaktor novin moskevské továrny Dinamo; na vlastní přání však odtud odešel. V létě 1932 také dokončil sbírku básní „Deník básníka“ (zničenou autorem nejpozději v roce 1933). V roce 1933 začal pracovat na práci Kontury prozatímní doktríny (nedokončeno) a na cyklu „Předhůří“. 20. října 1934 navštívil Koktěbel, místo, kde žil a tvořil M. Vološina, a věnoval mu zde napsanou báseň „Hrob“. V roce 1935 D. Andrejev vstoupil do moskevského Výboru grafiků a 8. září téhož roku napsal úvod k poémě „Píseň o Monsalvatu“ (báseň zcela dokončena v roce 1938).
Na základě doporučení E. P. Peškovové (první ženy spisovatele M. Gorkého) D. Andrejev napsal v roce 1937 dopis Stalinovi, v němž se tázal na možnosti usnadnění návratu svého staršího bratra Vladimíra z exilu. V tomtéž roce započal práce na románu o duchovním hledání inteligence v tehdejší době s názvem Poutníci noci, jež byl koncipován nejen jako portrét doby, nýbrž především jako „epopej ducha“. Práci nad osudovým románem přerušilo vypuknutí 2. světové války (dílo bylo dokončeno až v roce 1947).
V březnu 1937 se D. Andrejev seznámil s A. A. Ivaševovou-Musatovovou (rozenou Bružesovou, 1915–2005), jež se po 8 letech známosti stala jeho ženou. Později byla odsouzena spolu se svým manželem, a osvobozena rok před ním; byla nejen autorovu oporou v letech věznění a v obtížné době po propuštění, ale také po dlouhá desetiletí rovněž uchovávala dílo D. Andrejeva a v 90. letech 20. století umožnila jeho vydání.
V dubnu 1941 zemřel F. A. Dobrov, jehož D. Andrejev považoval za svého adoptivního otce. Během 2. světové války D. Andrejev pracoval na básni „Jantary“ (1942) a „Němci“ (nekompletní) a dokončil cyklus básní „Katakomby“ (1928–1941).
V říjnu 1942 byl D. Andrejev povolán do armády – v řadách 196. pěší divize Rudé armády vstoupil v lednu 1943 po ledu Ladožského jezera do obklíčeného Leningradu. Sloužil v pohřební jednotce jako sanitář a grafik. Po válce byl uznán jako veterán Velké vlastenecké války druhé třídy.
V listopadu 1945 se D. Andrejev oženil s A. A. Ivaševovou-Musatovovou a pracoval jako grafik v moskevském Muzeu spojů.

### Léta vězení
Počátkem roku 1947 D. Andrejev dokončoval román Poutníci noci a uvažoval o sepsání druhého románu předpokládané trilogie, předběžně nazvaném Nebeský Kreml (měl popisovat autorovy zážitky z fronty). 21. dubna téhož roku byl však na základě udání a románu Poutníci noci zatčen (podle § 58); o dva dny později byla rovněž zatčena A. A. Andrejevová. Oba byli obviněni z vytváření protisovětské skupiny, antisovětské agitace a terorismu. Spolu s nimi bylo odsouzeno k trestu odnětí svobody na dobu od 10 do 25 let v pracovních táborech 18 jeho příbuzných a blízkých přátel. Vše, co D. Andrejev napsal před svým zatčením, zničila MGB (dříve NKVD, později KGB).
Přes své uvěznění se D. Andrejev dále věnoval literární činnosti:
- v roce 1950 dokončil báseň „Němereča“ (1937–1950), poetickou knihu Ruské oktávy a napsal poému Symfonie městského dne. Na konci téhož roku začal pracovat nad Železným mysteriem, ale především nad traktátem Růže Světa: „Začal jsem psát knihu v tíživém období tyranie,
deptající dvě stě milionů lidí. Začal jsem ji psát ve vězení, kterému říkali politická izolace.
Psal jsem ji tajně. Rukopis jsem schovával a dobré síly, lidé i nelidé, ji ukrývali během
prohlídek. A denně jsem čekal, že rukopis bude zabaven a zničen, stejně jako byla zničena má
předchozí práce, které jsem věnoval deset let života a jež mne přivedla do vězení pro politické
vězně.“
- roku 1951 započaly práce nad Ranním oratoriem; napsána poéma Smrt Hrozného.
- v roce 1952 začal pracovat na první verzí knihy Ruští bohové (dokončena v roce 1953)
- v roce 1953 pracoval na novelách pro knihu Nejnovější Plútarchos (napsanou společně se spoluvězni V. V. Parynem a L. L. Rakovem); dokončil poému Leningradská apokalypsa.
- v roce 1955 pracoval na básních „Návna“ a „U démonů odplaty“
- v roce 1956 dokončil Železné mysterium
V říjnu a listopadu 1953, než byl přemístěn do jiné cely, prožil D. Andrejev několik mystických vidění, která později považoval za bezprecedentní v jejich majestátnosti a síle.
10. listopadu 1954 D. Andrejev napsal dopis předsedovi Rady ministrů SSSR T. M. Malenkovovi, v němž odmítl názor, že v zemi existují „skutečné a garantované“ demokratické svobody a prohlásil, že sovětský systém v jeho stávající podobě nemůže přijmout. Na konci téhož roku spisovatel prodělal infarkt myokardu. 10. srpna 1956 byla propuštěna z tábora na svobodu A. A. Andrejevová.
Z vazby byl D. Andrejev propuštěn 23. dubna 1957. 21. června plénum Nejvyššího soudu přehodnotilo jeho případ a zrušilo obvinění proti němu. 11. července 1957 byl Daniil Andrejev rehabilitován.

### Poslední léta života
V létě roku 1957 se v Kopanovu nedaleko Rjazaně těžce nemocný D. Andrejev po více než 40 letech odloučení setkal se svým starším bratrem Vadimem. V listopadu téhož roku se i s manželkou přestěhovali do Moskvy.
Na jaře roku 1958 po zhoršení anginy pectoris a arteriosklerózy byl D. Andrejev přijat do nemocnice Institutu terapie lékařských věd SSSR. Čtvrtého června oddal protojerej Nikolaj Golubcov Daniila a Allu Andrejevovi v Rizopoloženském chrámu na Šabolovce. Na svatební cestu se vydali na palubě parníku Pomjalovskij na cestu z Moskvy do Ufy a zpět.
V říjnu roku 1958 D. Andrejev dokončil práce nad traktátem Růže Světa: „Rukopis Růže Světa dokončuji na svobodě, v podzimní zlatavé zahradě. Ten, pod jehož útlakem strádala v tomto světě celá země, již dávno sklízí podle zásluh v jiných světech. Nicméně poslední stránky rukopisu schovávám stejně, jako jsem schovával první a do obsahu knihy nesmím zasvětit žádnou živou duši.
Stejně jako dříve nemám jistotu, že kniha nebude zničena, že v ní obsažená duchovní
zkušenost bude předána alespoň někomu…
Jsem těžce nemocen, mé dny jsou sečteny. Bude-li rukopis zničen nebo ztratí-li se, nestihnu jej obnovit. Avšak dostane-li se někdy alespoň k několika lidem, jejichž potřeba duchovna je přiměje přečíst si rukopis až do konce, nehledě na všechny těžkosti, pak se myšlenky v něm uložené stanou semeny, z nichž vyklíčí výhonky v jejich srdcích.“
V listopadu 1958 byl D. Andrejev hospitalizován v nemocnici Institutu terapie lékařských věd SSSR. Po propuštění žil i s ženou v dvoupokojovém komunálním bytě na Leninském prospektu, neustále trápen srdečními potížemi.
30. března 1959 Daniil Andrejev zesnul. Pohřební obřad se konal 3. dubna v Rizopoloženském chrámu na Šabolovce, pohřben byl na Novoděvičím hřbitově vedle hrobu své matky.

## Dílo
- Seznam děl v Souborném katalogu ČR, jejichž autorem nebo tématem je Daniil Andrejev

Veškeré literární práce, které Andrejev napsal před rokem 1948, včetně románu Poutníci noci (rusky Странники ночи), líčícího autorovu duchovní opozici vůči ateismu a sovětskému režimu, byly zničeny státními institucemi jako „protisovětská literatura“. Ve vězení ale Andrejev některé své staré básně napsal znovu, z Poutníků noci však napsal jen pár stránek. Několik básní bylo také zachráněno jeho přáteli, včetně jeho první básně, kterou napsal v osmi letech.
Jeho hlavním dílem je mystický spis Růže světa (rusky Роза Мира), detailně popisující mnoho vrstev duchovních světů, obklopujících svět - celá struktura se nazývá Šádánakár - a blížící se náboženství, zvané Růže světa, které v sobě sjednotí všechny lidi všech zemí a národů, události kolem nadcházejícího příchodu Antikrista a jeho pádu.
Mimo Růži světa D. Andrejev rovněž napsal poémy Železné mysterium (rusky Железная мистерия, publikováno 1990), Ruští bohové (Русские боги, v plném znění publikováno 1995) a další díla.